# Анна (мати Діви Марії)
А́нна (івр. חַנָּה, Ḥannāh, грец. Αννα, лат. Anna)  — мати Діви Марії. Бабуся Ісуса Христа. У Біблії не згадується; весь життєпис базується на апокрифічній літературі, зокрема, «Протоєвангелії Якова». Одна з найбільш шанованих святих у християнстві. Згідно з апокрифами була донькою священика. Вийшла заміж за багатого і побожного Йоакима, з яким жила у Назареті. Довгий час лишалася бездітною; прохала у Бога дарувати їй дитину, яку обіцяла присвятити Йому. У відповідь на молитву з'явився ангел, що пророкував чудесне зачаття і народження Діви Марії, через котру буде благословенний увесь світ. Після цього народила дівчинку, яку назвала Марією. Культ вшанування сягає VI століття, відколи імператор Юстиніан I спорудив на честь святої церкву. Її мощі зберігалися у Софійському соборі до 1333 року, звідки були вивезені до Франції. В іконографії зображується із донькою Марією, яку повчає з книгою; часто із Марією та онуком Ісусом. Одні з ранніх зображень святої присутні у Старій церкві Святої Марії в Римі. У більшості європейських країн широко відома з XIII століття завдяки популярній «Золотій Легенді», що увібрала сюжети «Протоєвангелія».
День пам'яті у східних церквах — 9 вересня, 9 грудня та 25 липня, у західних церквах — 26 липня, у коптській церкві — 20 листопада. Вважається покровителькою Британі, Квебеку, вагітних, матерів, бабусь, рудокопів. Також — Га́нна.

## Життєпис
Достовірних відомостей про життя святої Анни немає. Точно невідомо, яким було справжнє ім'я матері Діви Марії. Свята Анна не згадується в Біблії, про неї відомо лише з апокрифічної літератури — «Євангелії про Різдво Святої Богородиці», «Євангелії псевдо-Матвія», «Протоєвангелії Якова».
Згідно з апокрифічними переказами, Анна походила з роду царя Давида і була донькою священика Матана з покоління Юди і тіткою св. Єлисавети, матері св. Івана Хрестителя.
Анна відзначалася побожністю і милосердям до вбогих. Вона була бездітною, що вважалося ганьбою між людьми. Разом зі своїм побожним чоловіком Йоакимом вона наполегливо просила Бога у молитвах про потомство. У протоєвангелії мовиться, що одного дня явився їй ангел Господній, який приніс радісну вістку від Бога: її молитва вислухана. Щаслива Анна відразу поспішила до Єрусалима, щоб скласти Богові свою сердечну подяку. Там вона зустрілася зі своїм чоловіком, який також мав вістку від Божого ангела. Цей апокрифічний сюжет відтворює біблійну оповідь про Анну, мати Самуїла).
Щасливий для них день сповнення Божої обітниці настав 21 вересня. Праведне подружжя тримало на руках дитя, яким обдарував їх Господь після довголітнього чекання. Була це Марія, Мати Ісуса Христа.
Анна упокоїлася у Господі ще перед Благовіщенням. У це свято Свята Церква закликає християн оспівувати Христа Господа, що переставив Анну із земного життя до безконечної слави, бо вона «Мати Богородиці і Вседіви».

## Патрон

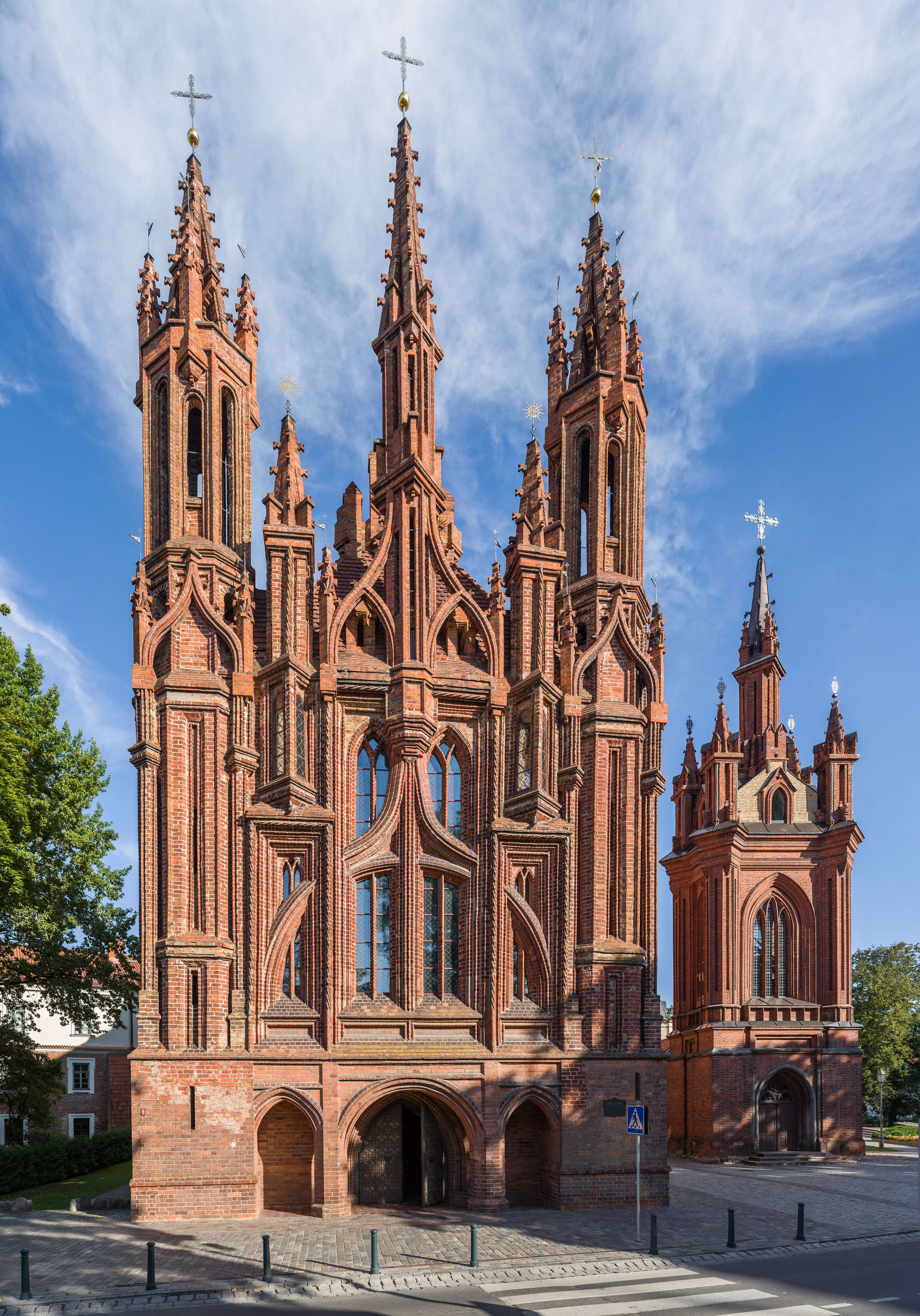
Вільнюська церква святої Анни, Світова спадщина ЮНЕСКО.

Свята Анна — покровителька вагітних та жінок під час переймів, захисниця матерів, бабусь, домогосподарок. Вона також вважається патроном гірників і золотошукачів, через простонародне ототожнення її доньки Марії та онука Ісуса із золотом.
- Австрія: Інсбрук
- Бразилія: Сантана
- Еквадор: Куенка
- Іспанія: Гран-Канарія; Майнар, Тудела, Фаснія, Чиклана-де-ла-Фронтера
- Італія: Кастельбуоно, Неаполь, Флоренція
- Канада: Квебек (провінція)[4];
- Нікарагуа: Чінандега
- Німеччина: Аннаберг, Занкт-Аннен
- Португалія: Меаляда, Олівейра-ду-Ошпітал, Сантана
- Пуерто-Рико: Адхунтас
- Сальвадор: Санта-Ана
- Сейшельські Острови: Праслен
- США: Берлін, Детройт, Норвіч, Санта-Ана, Таос
- Філіппіни: Кесон
- Франція: Бретань[4]; Плоневе-Порзе

## Храми
- Базиліка Святої Анни (Єрусалим) — один із найстаріших церков на честь святої.
- Церква Святої Анни (Вільнюс)
- Церква Святої Анни (Львів)

## Іконографія

### У живописі
У європейському живописі існує декілька традиційних сюжетів, пов'язаних із святою Анною:
- Благовіщення (зустріч Анни із ангелом)
- Виховання (навчання, повчання) Марії (Анна з маленькою Марією, яку навчає читати)
- Меттерца (Анна з Дівою Марією та онуком Ісусом);
- Свята родина (Анна з Йоакимом, Дівою Марією, онуком Ісусом, Йосипом)

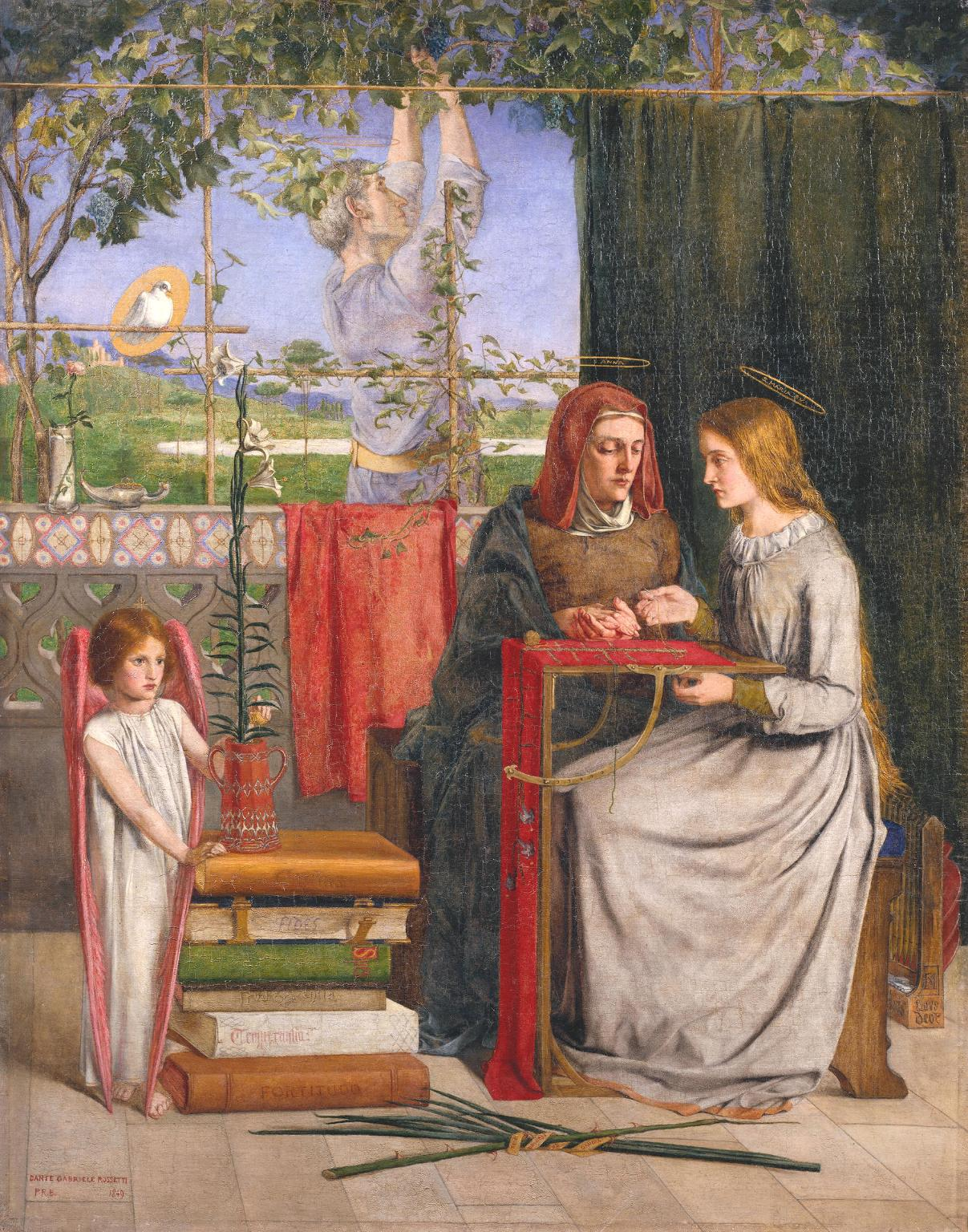
Дитинство Марії Данте Росетті, 1848—1849
Благовіщення Анни Джотто ді Бондоне, 1303—1305
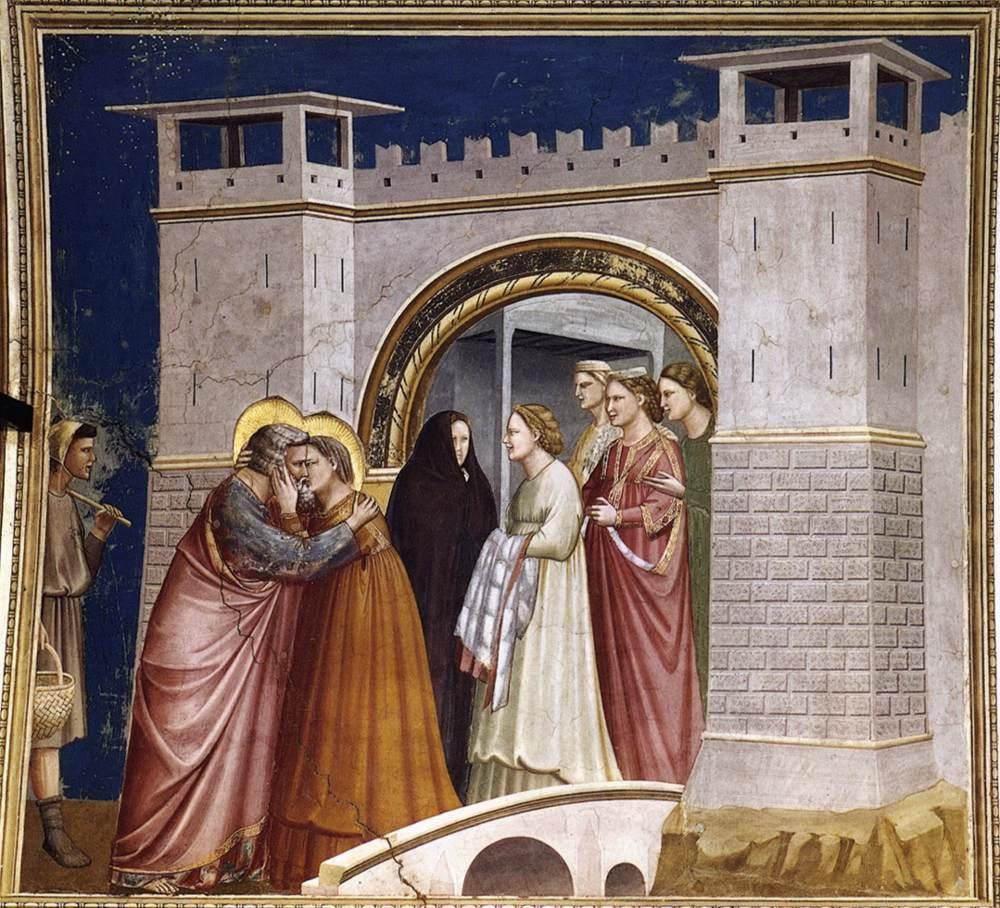
Зустріч біля Золотих воріт Джотто ді Бондоне, 1303—1305
Ісус, Марія, Анна Леонардо да Вінчі, 1513
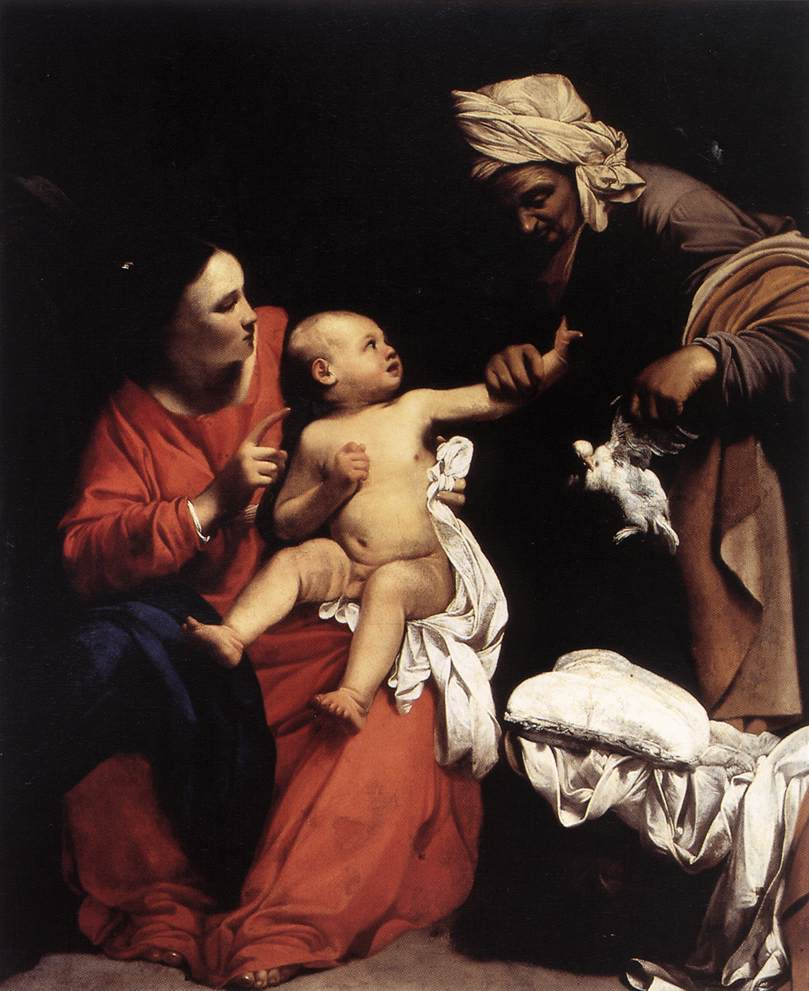
Ісус, Марія, Анна Карло Сарачені, 1610
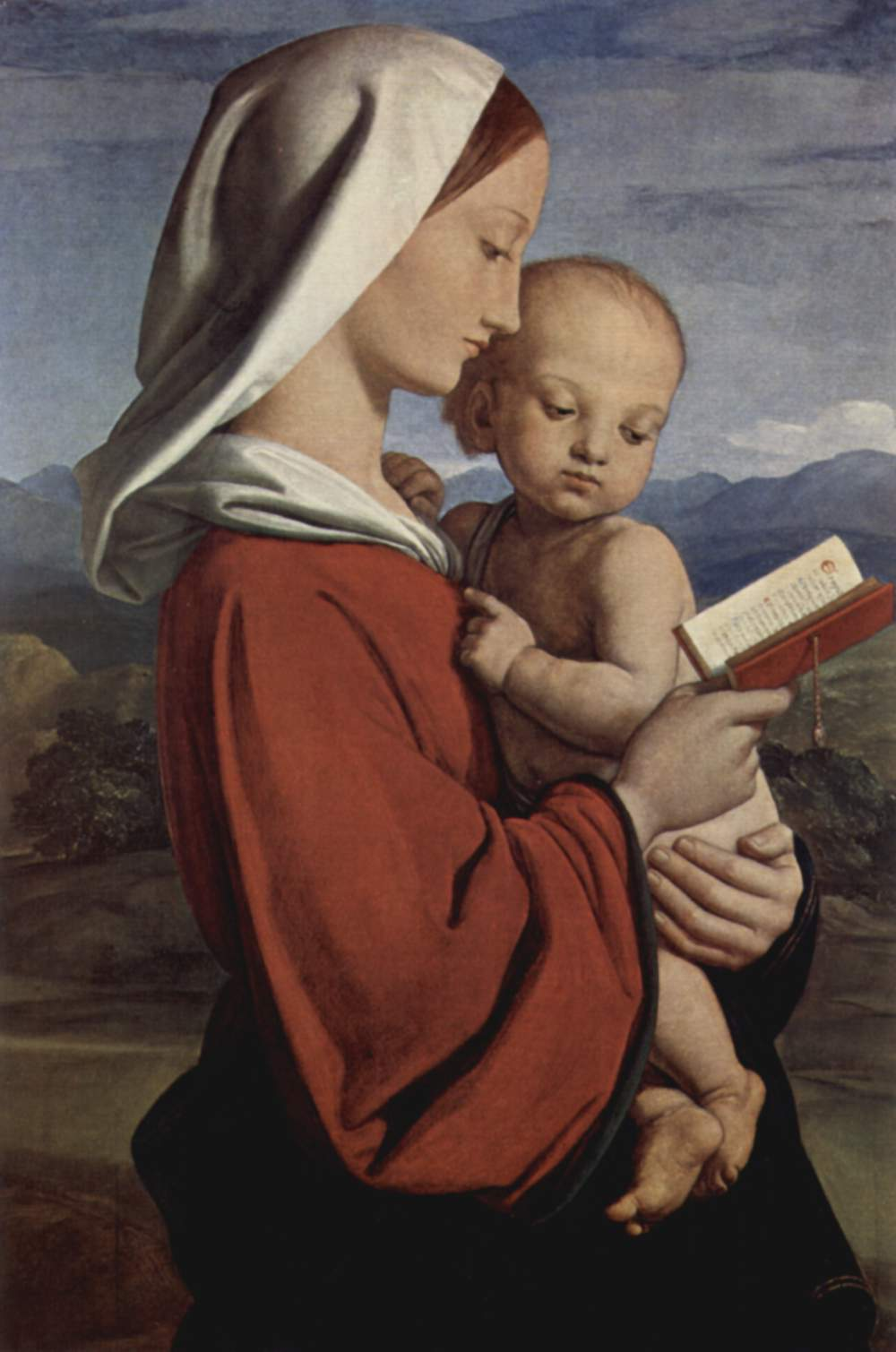
Мадонна і дитя Вільям Дайс, 1845
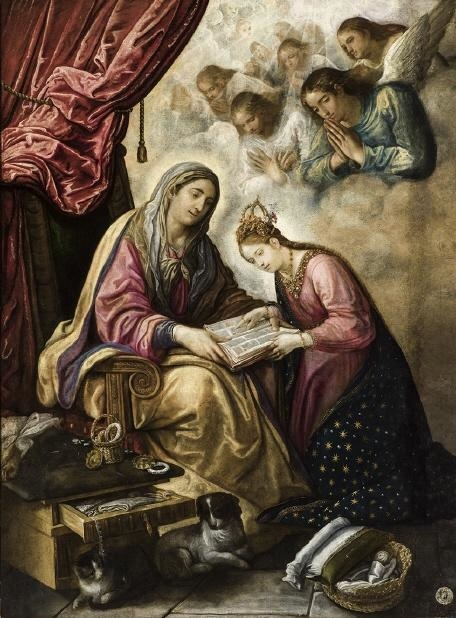
Виховання Марії Хуан де Лас-Роелас, 1615
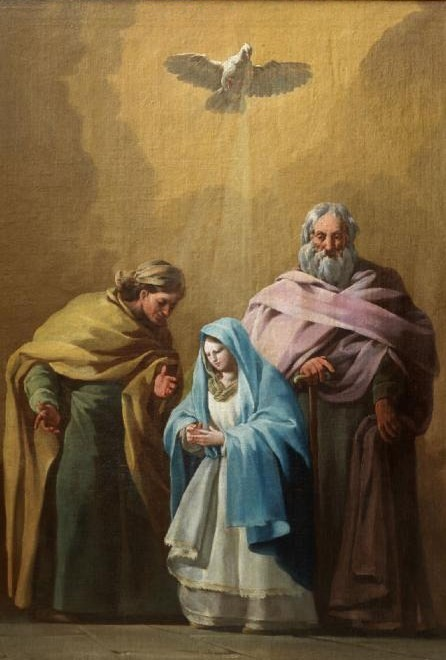
Йоаким, Анна, Марія Франсіско-Хосе де Гойя, 1774
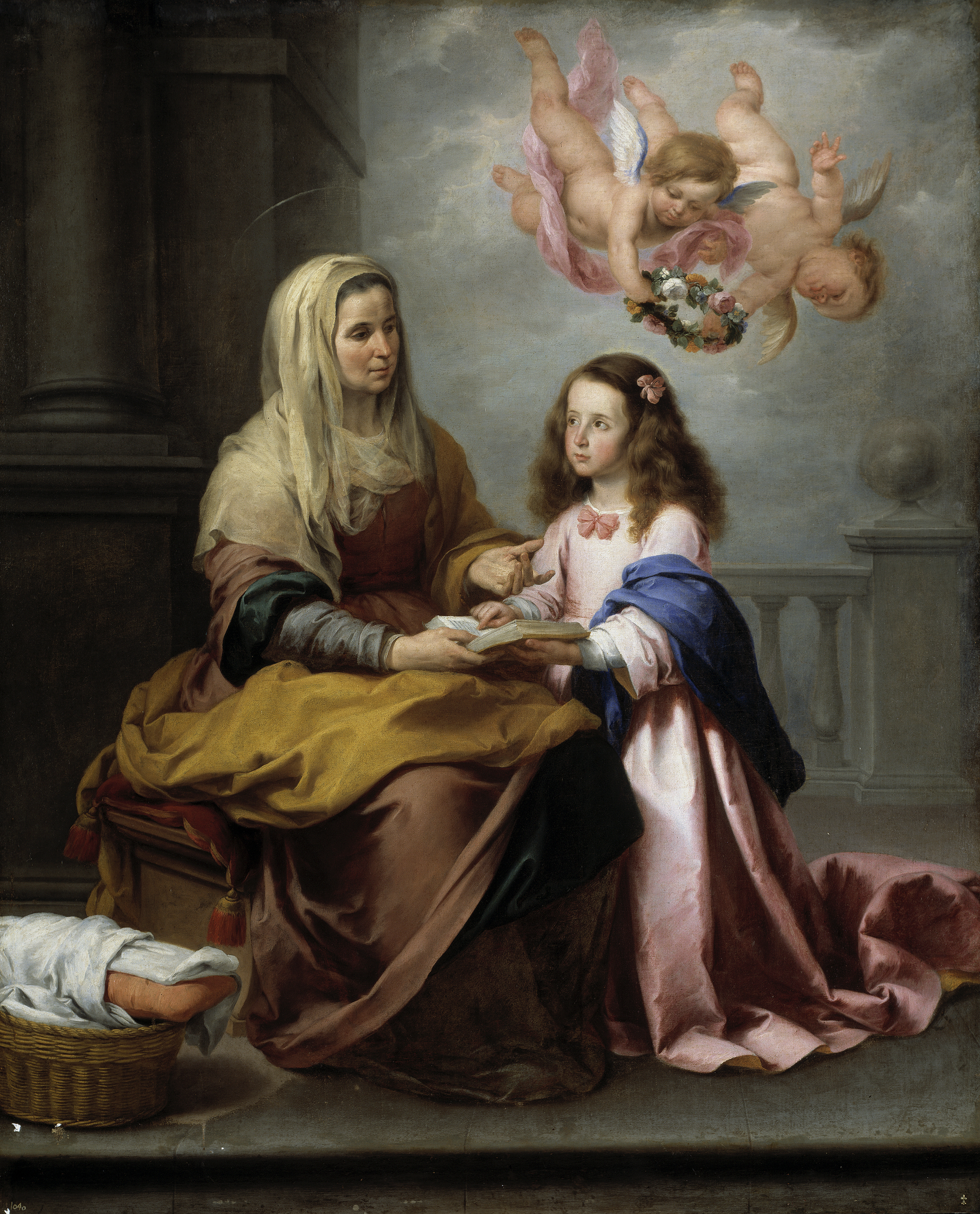
Свята Анна навчає читанню Діву Марію Бартоломе Естебан Мурільйо, 1655

### В іконописі

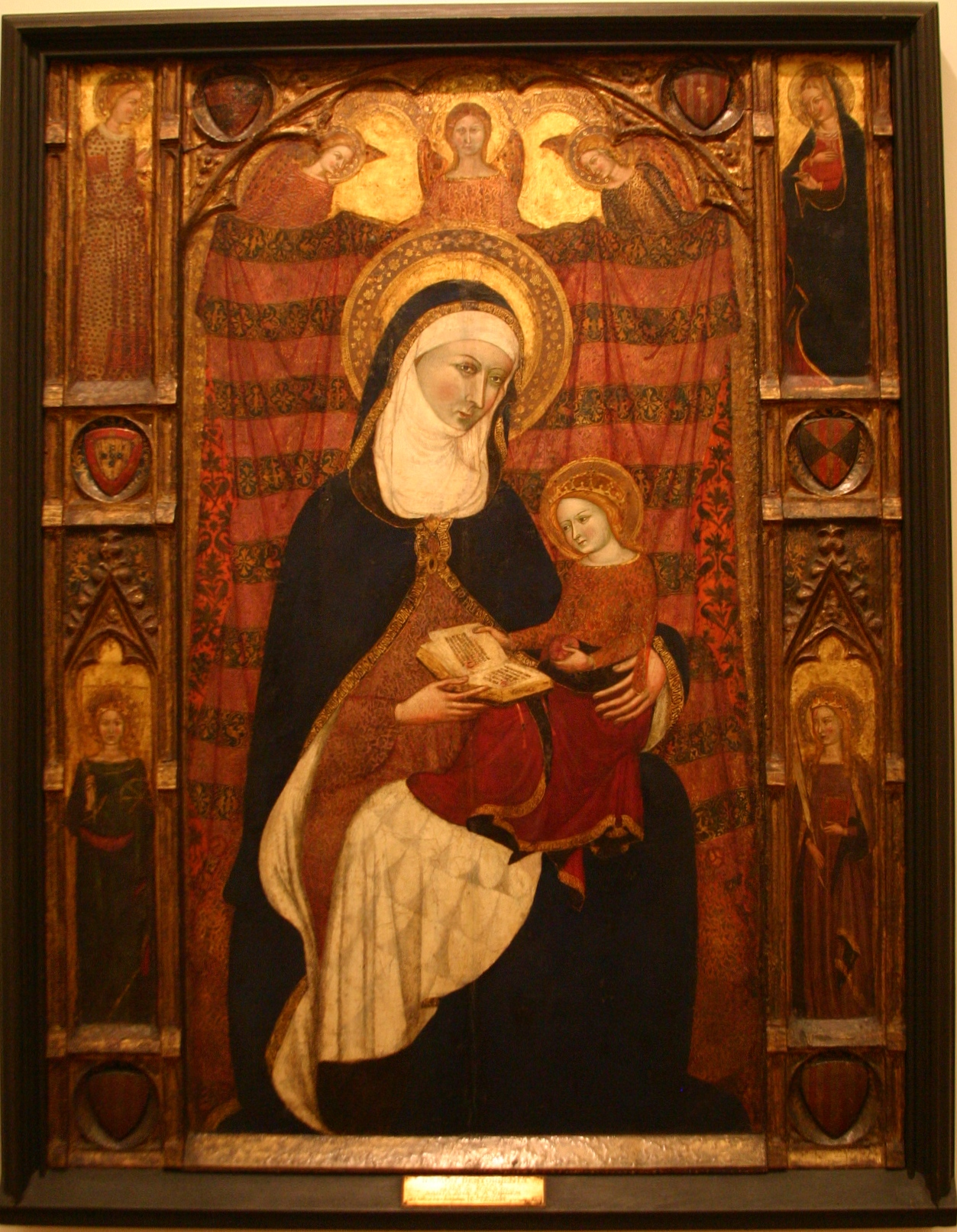
Анна і Марія Арнау Басса, 1350
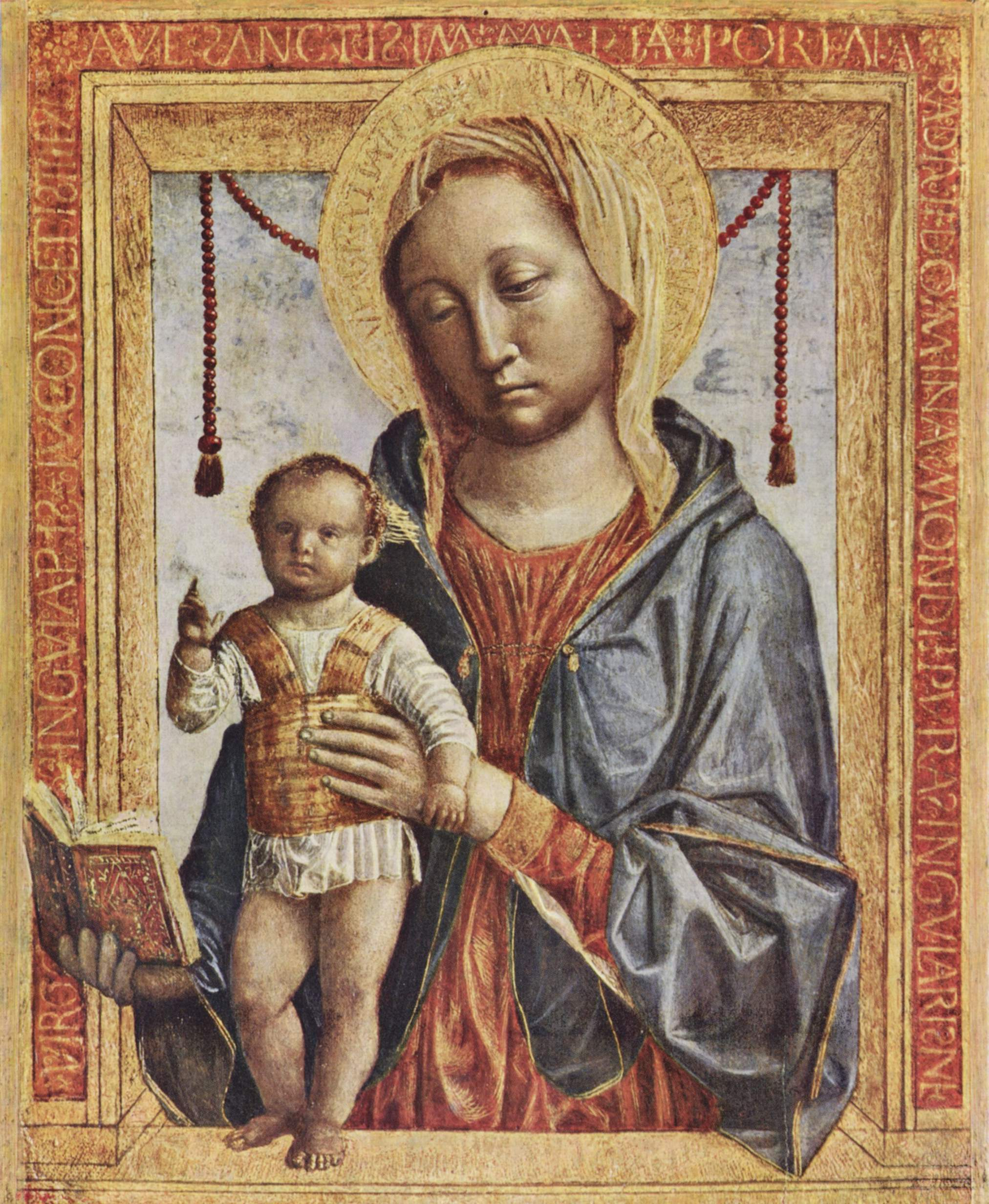
Анна і Марія Вінченцо Фоппа, 1464—1468
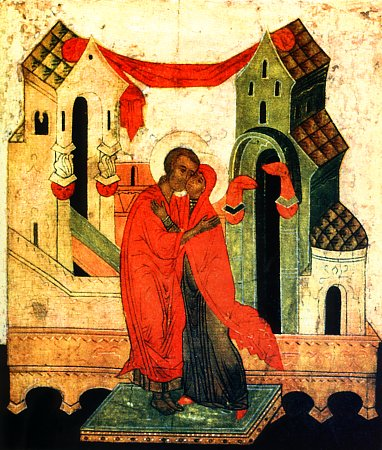
Зачаття Анни Греція, XV ст.
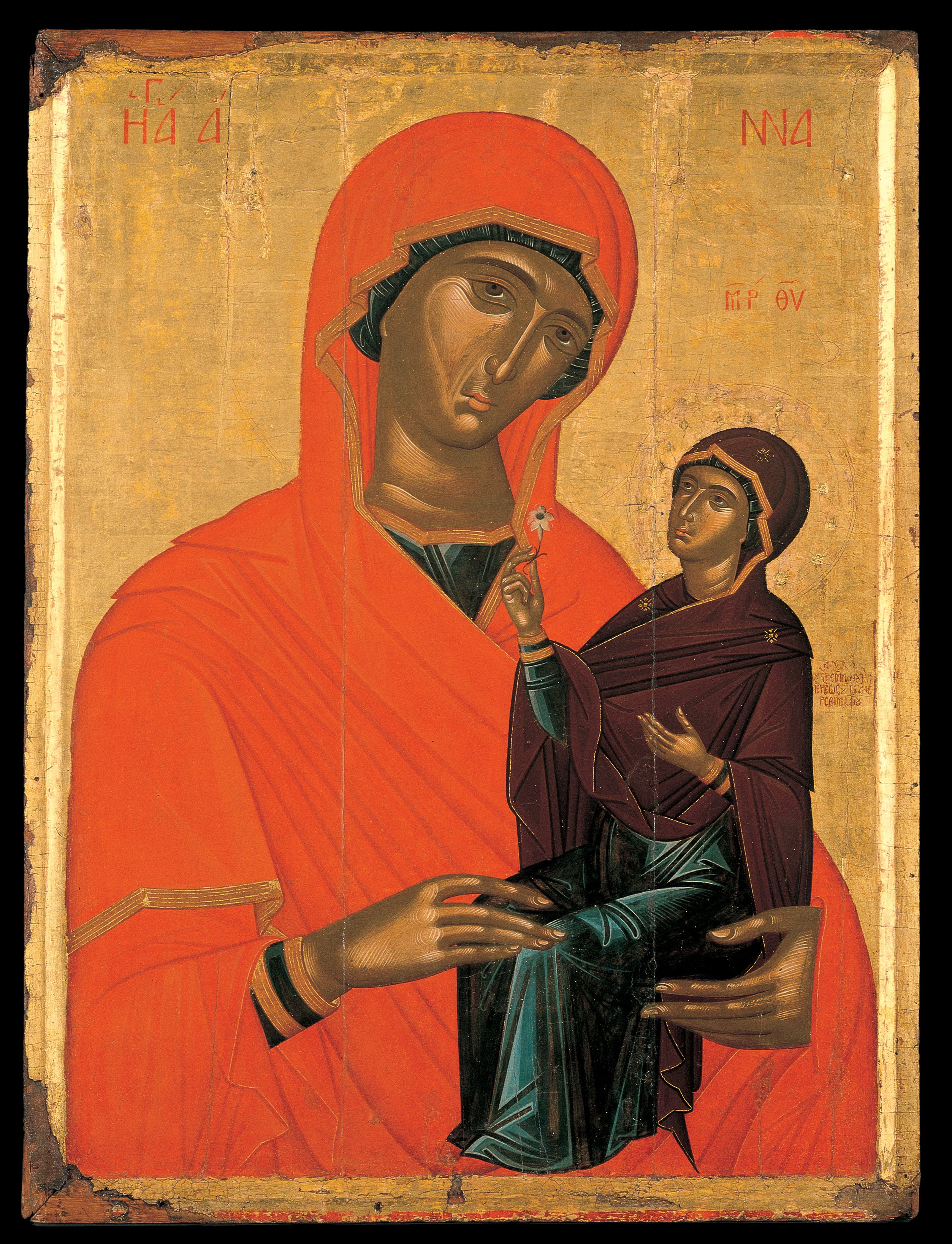
Анна і Марія Ангелос Акотанос, XV ст.
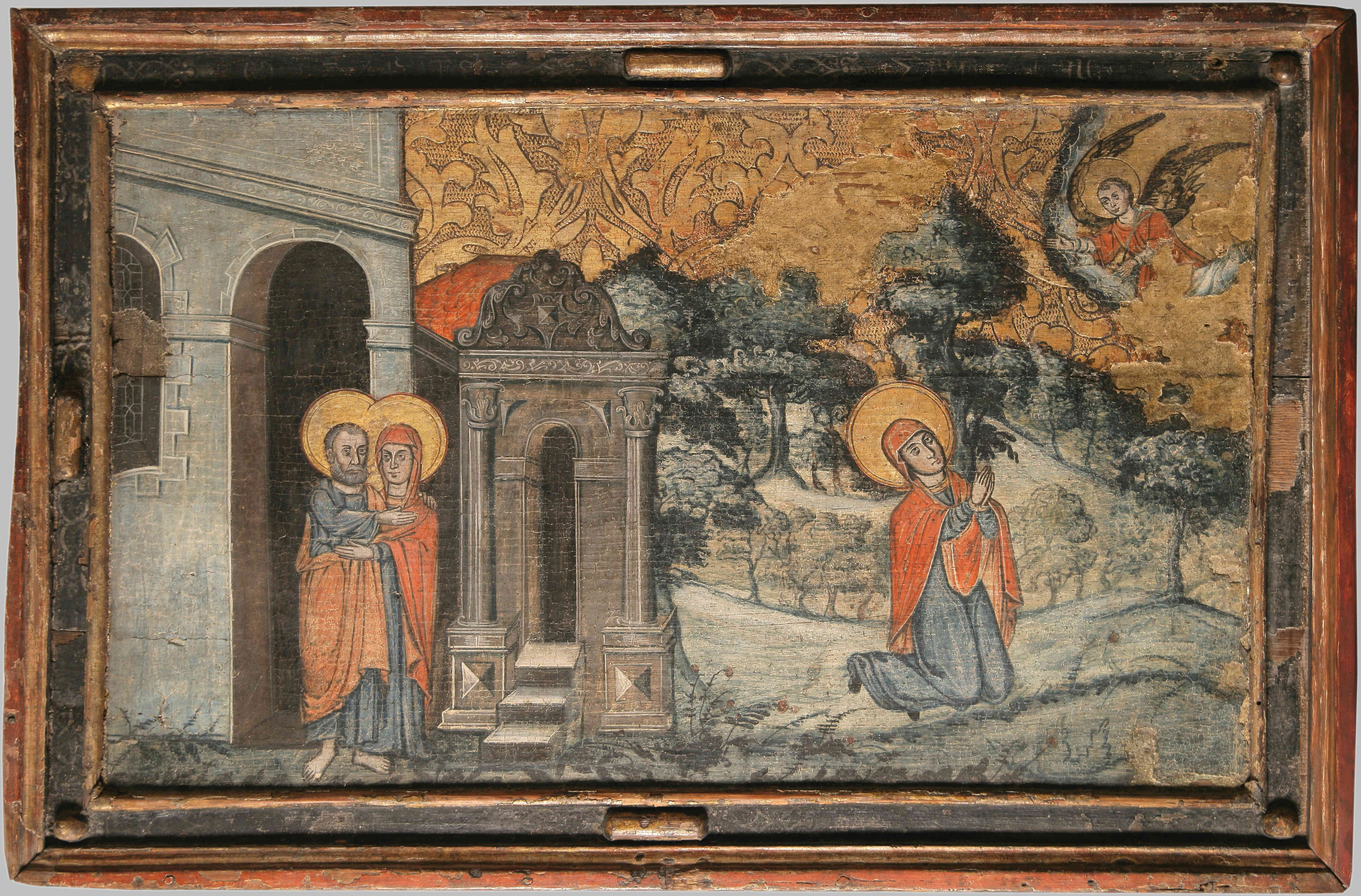
Йоаким і Анна Білорусь, 1648—1650
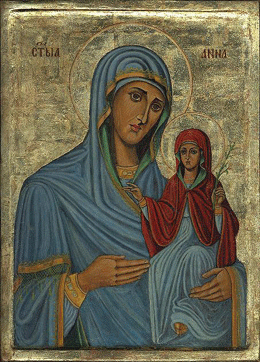
Анна і Марія Болгарія, XVIII
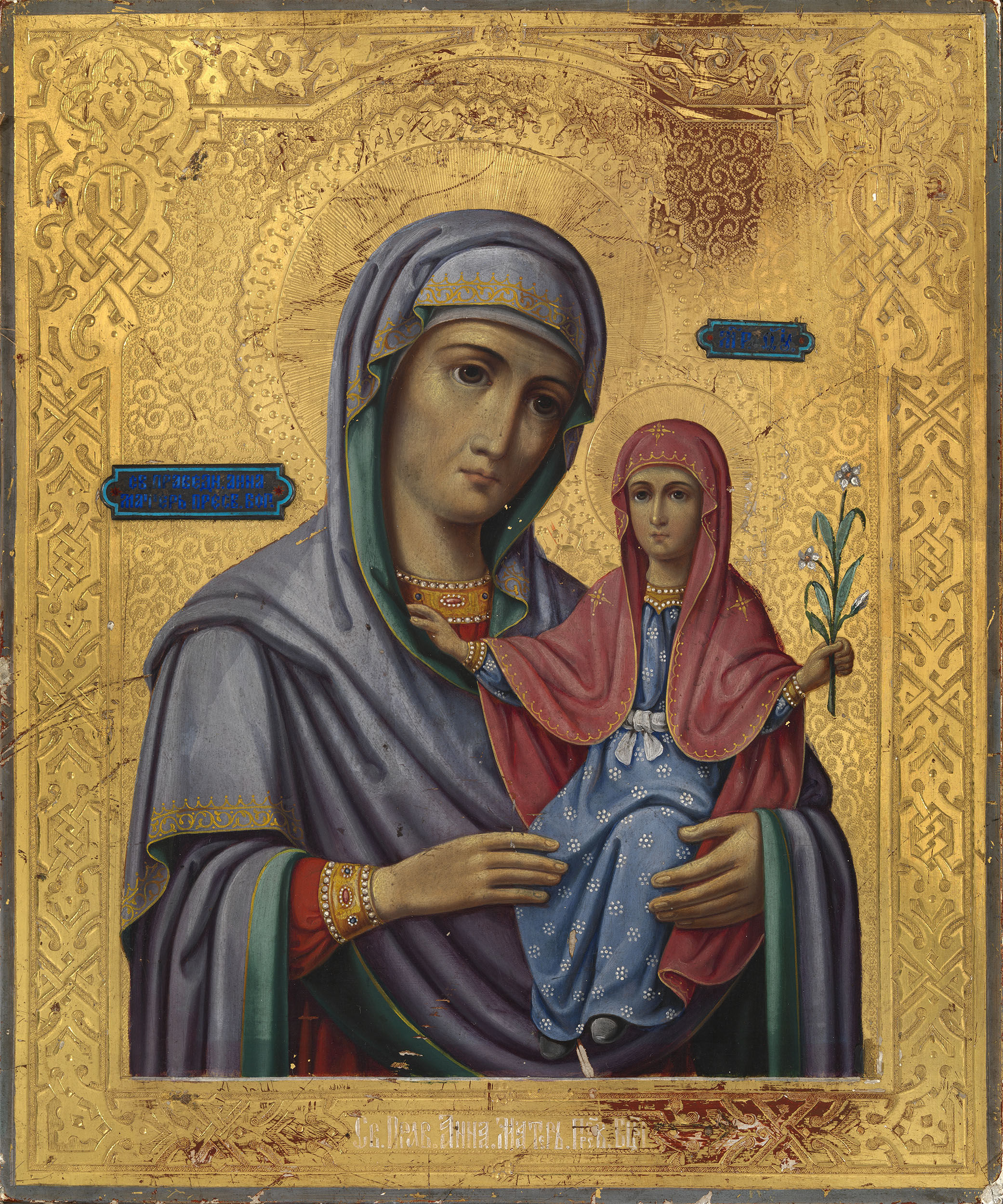
Анна і Марія Афон, 1893
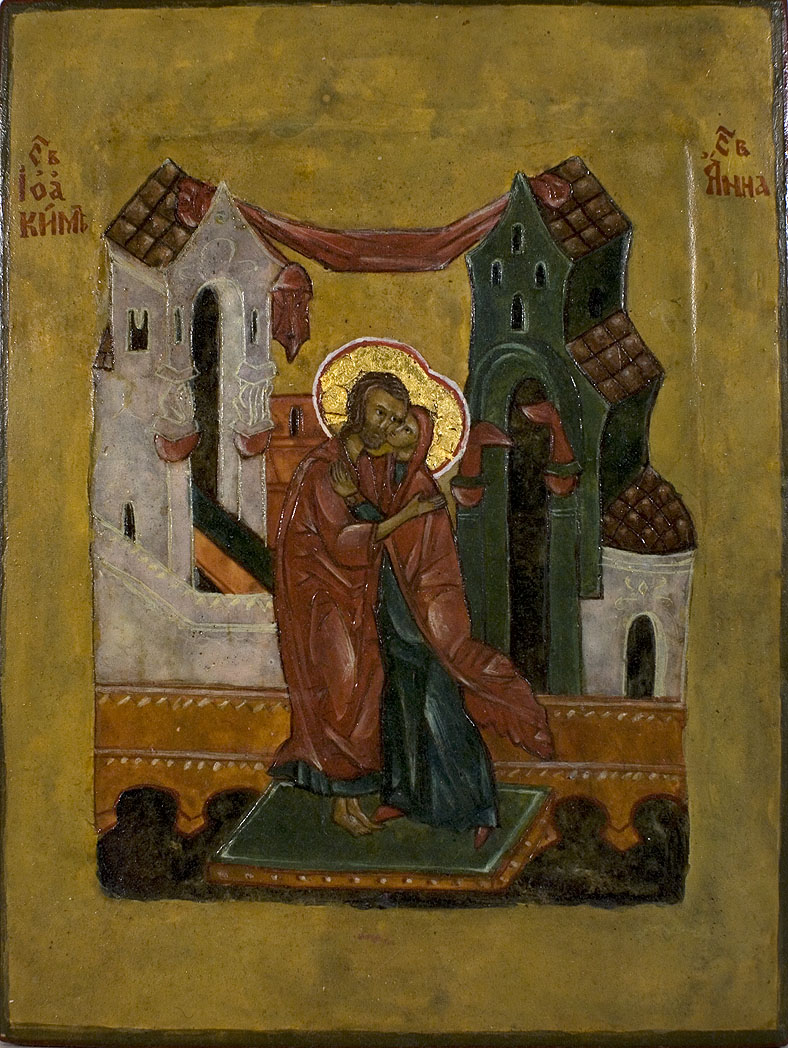
Йоаким і Анна Чарке Маас, 1997

### У геральдиці

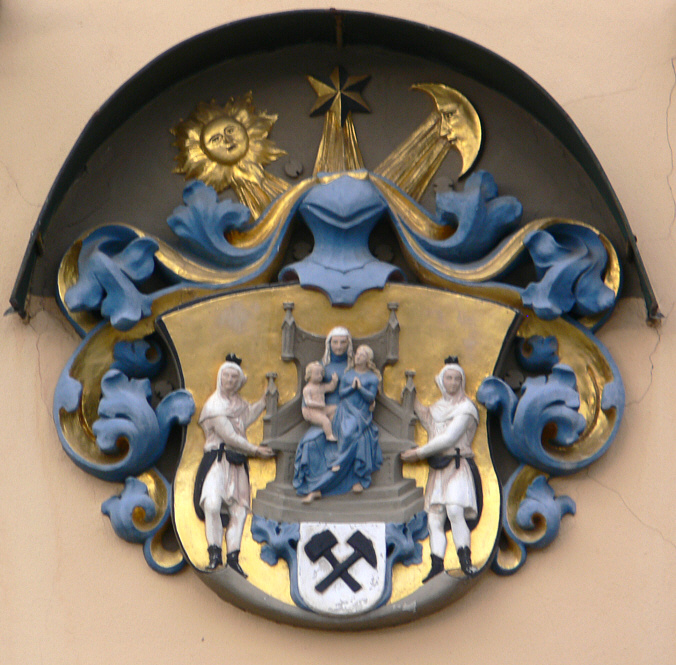
Аннаберг
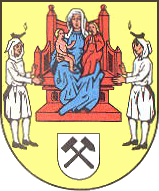
Аннаберг
Занкт-Аннен
Плоневе-Порзе
Помехувек
Шааг
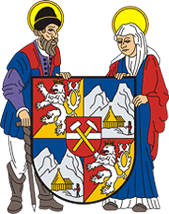
Яхимів

## Пам'ять
25 липня — Успення св. Анни, матері Пресвятої Богородиці.
Цього дня співають: «Успіння твоє, праведна Анно, святкуємо, бо невимовною славою звеличив тебе Христос Бог, як свою праматір».

## У фалеристиці
- Орден Святої Анни — у 1797—1917 роках державна нагорода Російської імперії. Первісно заснований 1735 року як німецька нагорода герцогів Гольштейн-Готторпів на честь померлої Анни Петрівни, доньки московського царя Петра I, дружини гольштейнського герцога Карла-Фрідріха (формально, на честь святої Анни). 1797 року російський цар Павло I вніс гольштейнський орден до нагород Росії. Надавався цивільним і військовим особам за державну службу, суспільно-корисну діяльність і військові подвиги. До 1845 року нагороджені орденом отримували права спадкового дворянства.
- Орден святої праведної Анни (УПЦ-МП)